# Lhasa Gonggar Airport
Lhasa Gonggar Airport (kinesiska: 拉萨贡嘎机场, Lāsà Gònggá Jīchǎng) är en flygplats i Kina. Den ligger i den autonoma regionen Tibet, i den sydvästra delen av landet, omkring 46 kilometer sydväst om regionhuvudstaden Lhasa.
Runt Lhasa Gonggar Airport är det glesbefolkat, med 20 invånare per kvadratkilometer. Närmaste större samhälle är Nam, 19,5 km norr om Lhasa Gonggar Airport. Trakten runt Lhasa Gonggar Airport består i huvudsak av gräsmarker.
Genomsnittlig årsnederbörd är 772 millimeter. Den regnigaste månaden är juli, med i genomsnitt 235 mm nederbörd, och den torraste är januari, med 1 mm nederbörd.